# Большой Казмаш (приток Большого Кизила)
Большой Казмаш, в верхнем течении Казмаш (баш. Оло Ҡаҙмаш) — река в России, протекает по территории Абзелиловского района Башкортостана. Устье реки находится в 131 км по правому берегу реки Большой Кизил. Длина реки 17 км.

## Данные водного реестра
По данным государственного водного реестра России относится к Уральскому бассейновому округу, водохозяйственный участок реки Урал от Магнитогорского гидроузла до Ириклинского гидроузла, речной подбассейн реки отсутствует. Речной бассейн реки Урал (российская часть бассейна).
Код объекта в государственном водном реестре — 12010000312112200002035.

### Притоки (км от устья)
- 2,6 км: река Малый Казмаш (лев).